# 粟根誠
粟根誠（1964年8月7日—），日本男演員、配音員。出身於大阪府。身高170cm。A型血。

## 簡介
曾加入過的劇團有第2劇場、調書，1985年起加入現在所屬的劇團☆新感線。大阪大學工學部醱酵工學科中退。

### 人物、逸事
參加劇團☆新感線的公演中，常常飾演具有知性、但卻在某處少根筋的角色。除了參加現在所屬劇團的例行公演以外，也有在其它劇團的舞台參演中活躍。自加入劇團☆新感線以來，主要從事燈光調整和記錄等幕後的工作，直到同僚古田新太有一次無法跟橋本潤合作時，急遽之下才找他代替，此事後來經由古田口中說出。而且當時劇團☆新感線的工作人員看到粟根本人逐漸熟悉工作環境和其演技有所進步，因此成為該劇團中有靈巧的演技和內部出現衝擊時需要他出面的關鍵人物。
平常戴著眼鏡，而在舞台上演出時常常也是戴著眼鏡。但在舞台上戴著的是沒有度數裝飾用眼鏡。這是因為他的視力很差，如此一來即使在舞台上眼鏡壞掉或掉下來，也不會影響到他的演出。
曾有人問他如果把自己比喻成動物的話，是哪一種動物？本人的回答是此一新種的動物。
喜歡小巧可愛的動物，因此在客演Lilliput-Army II的舞台劇時，被座長說對福井千夏養的小動物愛得不釋手。

## 演出作品（演員）

### 電視劇
NHK
- 美食人生（日语：ほんまもん）（NHK大阪放送局）
- 大河劇
  - 新選組！
  - 功名十字路（NHK）
- 天才兒童MAX「新優克迪爾故事」 - 飾演4×9（シック）
- ～佐野史郎篇～
- 星新一Short Short（日语：星新一ショートショート）（NHK）

朝日電視台
- 還有第11人！－田所和夫
- 假面騎士Wizard－西川／西爾芙〈配音〉

富士電視網
- 週五PRESS STAGE（日语：金曜プレステージ） 事件記者 ～警視廳記者俱樂部～（富士電視台）
- 幕末群星譚 ～永別了，劍～（關西電視台）

其它電視台
- 禿子（日语：トンスラ (小説)）（日本電視台）
- 勇者義彥和惡靈之鑰（東京電視台）－Jackie pion

### 電影
- 八岐之大蛇的逆襲（DAICON FILM）
- 燃 ～OL危機一髪
- 魔女潛艦
- 黃金公主：敵中突破
- 速成沼澤（日语：インスタント沼）
- 這樣就好!! 電影☆赤塚不二夫（日语：これでいいのだ!!映画★赤塚不二夫）
- 正宗哥吉拉[6]

### 舞台

#### 劇團☆新感線
- 直擊！Dragon Rock系列
- 宇宙防衛軍系列
- 阿修羅城之眼（日语：阿修羅城の瞳）
- 暫名繪本西遊記
- 髑髏城的七人（日语：髑髏城の七人）
- LOST SEVEN
- 野獸郎晉見！
- 大江戶火箭
- 天保十二年的莎士比亞（日语：天保十二年のシェイクスピア）
- 阿弖流為（日语：アテルイ (劇団☆新感線の舞台)）
- 七芒星
- 花之紅天狗
- 阿修羅城之眼<再再公演>（2003年）
- Let's GO！忍法帳（2003年）
- SHIROH（日语：SHIROH）（2004年）
- 荒神 ～AraJinn～（2005年）
- 吉原御免狀（2005年）
- （2006年）
- Cat in the Red Boots（日语：Cat in the Red Boots）（2006年）
- 朧の森に棲む鬼（2007年）
- 犬顔家一族陰謀 ～金田真一耕助之介事件。（2007年）
- IZO（2008年）
- 五右衛門搖滾（2008年）
- 蜉蝣（2009年）
- 蠻幽鬼（2009年）－稀道活
- 薔薇與武士 ～GoemonRock OverDrive（2010年）
- 鋼鐵總長（2010年）
- 港町純情（2011年）
- 港町純情オセロ（2011年）
- 髑髏城的七人（2011年）
- （2012年）
- ZIPANG PUNK ～五右衛門搖滾III（2012年）
- 蒼之亂（（2014年）－伊予純友
- 最後的花（2014年）
- 髑髏城的七人（2015年） - Dr.張伯倫 等
- 髑髏城的七人 season 鳥（2017年）－渡京
- 髑髏城的七人 season 月上弦之月（2017年－2018年）－渡京

#### 其他公演
- ～（Belong）（遊氣舎）
- MIRAGE（演劇集團caramelbox（日语：演劇集団キャラメルボックス））
- 博士§1 動物（Piper）
- 時男 ～匂今盛～（Lilliput-Army II（日语：リリパットアーミーII），只出席大阪公演場次）
- BIG BIZ ～宮原木材千鈞一髮！～（日语：BIZシリーズ）（AGAPE store）
- BIGGER BIZ 絕體絕命！結城的死期!?（AGAPE store，聲音出演）
- BIGGEST BIZ ～最終決戰！越過哈德遜河～（AGAPE store）
- 博士§3 初（Piper）
- （演劇集團caramelbox）
- 昭和島Walker
- 冬之繪空
- 齋藤幸子
- 罪罪罪（Lilliput-Army II）－大倉益次郎伯爵
- 流妹 第一章（真心一座身心）
- （1991年）
- 僕愛（劇團殺鹿）（2011年）
- CLOUD（2011年）
- 十一隻貓（日语：11ぴきのねこ）（2012年）
- abc★赤坂 ～3回表！～ 自分渇入勝！（2012年）
- 傀儡女 ～時之男最終章（Lilliput-Army II）（2012年）
- Silent Festa（東京HEART BREAKERZ）（2013年）
- 媽媽與我們（2013年）
- 真田十勇士（2013年）－根津甚八
- 肖申克的救贖（2013年）
- 一郎。（2014年）－白河稀人
- 夜之姊妹（日语：夜の姉妹）（2015年）－夫人[7][8]
- SKIP（日语：スキップ (小説)#舞台）（2017年）－父親[9]

## 演出作品（配音員）

### 電視動畫
2013年
- KILL la KILL（寶多金男[10]）

### 電影動畫
2008年
- Genius Party Beyond（日语：ジーニアス・パーティ）（學者）

### 網路動畫
2018年
- B：彼之初（昆恩[11]）

### 遊戲
- 格鬥天王系列（七枷社）[注 1]
- 月華劍士系列（嘉神慎之介）[注 2]
- 酷酷卡通遊（日语：COOL COOL TOON）（Dr.史汀）
- 解放少女 SIN（日语：解放少女 SIN）（丙）

## 著作、連載
- DX（單行本／演劇ぶっく社）
- 貧弱（行動電話網站《演劇Mobile》連載）
- 粟根人物（雜誌《演劇》連載）

## 腳註

## 外部連結
- Village Artist公式官網的團員簡歷 （页面存档备份，存于） （日語）
- 劇團☆新感線OFFICIAL WEB SITE （页面存档备份，存于） （日語）